# Río Cangrejal
Río Cangrejal är en flodmynning i Honduras.   Den ligger i departementet Atlántida, i den centrala delen av landet, 200 km norr om huvudstaden Tegucigalpa. Río Cangrejal ligger 1 meter över havet.
Terrängen runt Río Cangrejal är platt åt sydväst, men åt sydost är den kuperad. Havet är nära Río Cangrejal norrut. Runt Río Cangrejal är det tätbefolkat, med 511 invånare per kvadratkilometer. Närmaste större samhälle är La Ceiba, 4,3 km söder om Río Cangrejal. Omgivningarna runt Río Cangrejal är en mosaik av jordbruksmark och naturlig växtlighet.